# Luciano Macías
Luciano Macías Argencio (Ancón, 28 maggio 1935 – Guayaquil, 5 agosto 2022) è stato un calciatore ecuadoriano, di ruolo difensore.

## Biografia
Nel febbraio 2020 ha subito l'amputazione della gamba destra a causa di una complicanza per un aneurisma dovuto anche al diabete; la sua vecchia squadra d'appartenenza, il Barcelona SC, si è mossa per sostenerlo nella riabilitazione con una raccolta fondi.

## Caratteristiche tecniche
Era apprezzato per la sua grande forza di volontà e spirito indomito, onnipresente in fase difensiva e in grado di difendere sulla linea di porta.

## Carriera

### Club
Soprannominato "Pollo", Macías ha esordito diciottenne nel Barcelona SC nel 1953, giocandovi sino al 1971. Divenne capitano dei Canarios e vinse con il club di Guayaquil quattro titoli nazionali e cinque coppe Guayaquil.
Con i compagni di squadra Alfonso Quijano, Vicente Lecaro e Miguel Bustamante costituì la cosiddetta "cortina de hierro" del Barcelona negli anni sessanta del XX secolo.
Era in campo nell'incontro storico per il calcio ecuadoriano, conosciuto come "La hazaña de La Plata", giocata il 29 aprile 1971 e che vide prevalere il Barcelona sul campo degli argentini dell'Estudiantes (LP) per 1-0 nella Coppa Libertadores 1971, primo successo di una squadra del paese andino in Argentina. In totale ha giocato per il Barcelona 357 partite, segnando due reti.
Nel 1972 lascia il Barcelona per giocare con i venezuelani dell'Español de Zulia.
Nella stagione 1972 passa ai Miami Gatos, nuova franchigia della NASL. Con i Gatos ottiene solo il quarto e ultimo posto nella Southern Division, non riuscendo così ad accedere alla fase finale del torneo.

### Nazionale
Macías ha giocato 23 incontri, segnando due reti, con la nazionale dell'Ecuador, partecipando alle qualificazioni mondiali per Cile 1962, Inghilterra 1966 e Messico 1970.

## Palmarès

### Competizioni nazionali
- Campionato ecuadoriano: 4

Barcelona: 1960, 1963, 1966, 1970
- Coppa Guayaquil: 5

Barcelona: 1955, 1961, 1963, 1965, 1967